# De slag om de Blauwbrug
De slag om de Blauwbrug is een novelle geschreven door A.F.Th. van der Heijden, gepubliceerd in 1983. 
Het werk doet dienst als proloog voor de romancyclus De tandeloze tijd. In deze proloog wordt de lezer voorgesteld aan het hoofdpersonage van de cyclus, Albert Egberts. De novelle speelt zich af in Amsterdam, in de periode van de kroningsoproer van 30 april 1980.

## Verhaal
Het boek volgt Albert Egberts in de tijd rond zijn dertigste verjaardag, wanneer hij in Amsterdam woonachtig is. Albert dwaalt door de nachtelijke gebeurtenissen van Amsterdam, in vier verschillende episodes:
- Joyriding
- Passen op de plaats
- De slag om de Blauwbrug
- 23 juli 1980